# Antoni Coca i Cirera
Antoni Coca i Cirera   (Igualada, 5 d'agost de 1817 - Barcelona, 18 de febrer de 1872). Fill d'Antoni Coca i Rabassa, metge i director de La Puda d'Olesa i d'Esparreguera.
Va estudiar medicina al Col·legi de Cirurgia de Barcelona, on es llicencia, el 1841; al maig de l'any següent es va doctorar, sota la supervisió del doctor Cil i Borés.
L'any 1842 va fer oposicions per a una càtedra del Col·legi de Medicina de Barcelona, juntament amb Josep Oriol Navarra, Wenceslau Picas i Josep Baroy, però la guanya Wenceslau Picas i López., i eixe mateix any fou redactor del «Repertorio Médico-Farmacéutico de Barcelona».
Durant els estudis, és deixeble de Fèlix Janer, primer degà de la Facultat de Medicina de Barcelona, restaurada el 1843. El mateix 1843, el nomenen professor agregat de la Facultat de Barcelona i, l'any 1844 secretari de la Facultat de Ciències Mèdiques de Barcelona.
El 1847, any en què col·laborà en «El Telégrafo Médico», es torna a presentar a noves oposicions per a la càtedra de Barcelona que havia ocupat Janer sense èxit. Aquest cop, la guanya Josep Storch. Després d'opositar en dues ocasions a càtedra, Antoni Coca té el dret de ser nomenat directament per a la pròxima plaça vacant. El 1848, queda lliure la de Patologia Mèdica de la Universitat de València on s'hi està dos anys.
Es pot trobar la seva necrologia, escrita per Crous i Casellas en «La Independencia Médica», del 15-11-1872: «Necrologia del malogrado Dr. Antonio Coca y Cirera» (Barcelona. 1872). (318/59, I, pag. 463)

## Publicacions[2]
- Memorias sobre las aguas minerales hidrosulfurosas de Esparraguera y Olesa, correspondientes a los años 1824 al 1832;
- Discurso acerca de la época de la nubilidad (Granada 1857);
- Memoria soble el suicidio; Discurso inaugural leido en la solemne apertura de la Universidad Literaria de Granada, el dia 1° de octubre de 1862 (B. 1863);
- Tratado de terapéutica general (B. 1862), en dos volums, on fa un estudi dels sistemes mèdics, apareguts a la Historia de la Medicina.
- Prolegómenos clinicos de Clinica Médica, obra pòstuma, que fou completada pels doctors Bruguera i Marti, i Crous i Caselles (B. 1873).